# Klemen Lavrič
 (novembre 2013).
Si vous disposez d'ouvrages ou d'articles de référence ou si vous connaissez des sites web de qualité traitant du thème abordé ici, merci de compléter l'article en donnant les références utiles à sa vérifiabilité et en les liant à la section « Notes et références ».
Klemen Lavrič, né le 12 juin 1981 à Trbovlje en Yougoslavie (auj. en Slovénie), est un footballeur international slovène qui évoluait au poste d'attaquant.

## Biographie
Klemen Lavrič est un attaquant international slovène de football. Il a commencé sa carrière au Rudar Velenje, club de sa ville natale, où il fait ses débuts à l'âge de 17 ans. Le 6 mars 1999, il inscrit son premier but en équipe première, et son club obtient une belle troisième place en championnat. Dès la saison 1999/2000 il devient un pilier de l'équipe de Velenje, inscrit au passage 8 buts et joue un rôle important dans l'acquisition d'une nouvelle troisième place.
La saison suivante est plus difficile pour le Rudar Velenje qui ne finit qu'à la huitième place de son championnat. Pour sa part, Klemen Lavrič s'installe durablement dans un rôle de titulaire, inscrit huit nouveaux buts en championnat, et participe activement à la qualification de son club en demi-finale de la Coupe nationale grâce à un doublé contre l'équipe de Dravograd.
La saison suivante sera sa dernière sous les couleurs du Rudar Velenje. Après un début de saison délicat en raison d'une blessure, Lavrič reviendra fort en empilant pas moins de 7 buts en seulement 6 matches entre la 14e et la 19e journée du championnat, pour finir à un total de 10 réalisations. Il sera transféré au prestigieux club croate d'Hajduk Split.
En Croatie, il fera banquette pendant un an et demi, ne s'imposant jamais en équipe première avec laquelle il ne disputera que 7 matches en championnat, pour un but. Tout juste accrochera-t-il un titre de champion 2004 à son palmarès, ainsi qu'un titre de vice-champion et une coupe nationale en 2003. Prêté à l'Inter Zaprešić, il s'imposera dans cette équipe, ce qui lui vaudra d'être appelé en sélection nationale slovène. Le 31 mars 2004, Klemen Lavrič dispute, à l'âge de 22 ans, son premier match en sélection lors d'une défaite (1-0) en match amical contre la Lettonie.
Transféré en Allemagne dans le club de l'Est du Dynamo Dresde, Lavrič s'imposera peu à peu comme un attaquant essentiel à son équipe. S'il n'a inscrit que deux buts à l'issue de la treizième journée, il enchaînera ensuite les buts, 6 en 5 matches entre la 14e et la 18e journée. Le 15 mai 2005, il inscrit le second triplé de sa carrière en professionnel contre l'Eintracht Trier. Avec 17 buts, il finit deuxième meilleur buteur de division 2 allemande, n'étant dépassé que par Lukas Podolski.
Il arrive à Duisbourg en 2005. Cela lui ouvre la possibilité de devenir un titulaire indiscutable en sélection par le biais de son club, jouant en Bundesliga. Son début de saison est prometteur : il réalise une passe décisive pour sa deuxième entrée en jeu, inscrit, une semaine plus tard, son premier but lors d'un match de coupe, inscrit, le 7 septembre, son premier but en sélection nationale, puis son premier but en Bundesliga le 18. Malheureusement, trois jours plus tard, Klemen Lavrič se blesse gravement au bout de dix minutes de jeu contre le Hertha Berlin. Il ne rejouera plus pendant quatre mois. En février, peu après son retour, il enchaîne les buts : 5 en 5 matches, dont deux contre le prestigieux Bayer Leverkusen. Il ne marquera alors plus le moindre but pendant cinq mois.

## Carrière
| Saison          | Club            | Pays      | Championnat         | Coupes nationales | Coupes d’Europe  | Slovénie          |
| --------------- | --------------- | --------- | ------------------- | ----------------- | ---------------- | ----------------- |
| 1998-1999       | Rudar Velenje   | Slovénie  | 13 matchs / 1 but   | -                 | 1 match / 0 but  | -                 |
| 1999-2000       | Rudar Velenje   | Slovénie  | 30 matchs / 8 buts  | -                 | -                | -                 |
| 2000-2001       | Rudar Velenje   | Slovénie  | 23 matchs / 8 buts  | -                 | -                | -                 |
| 2001-2002       | Rudar Velenje   | Slovénie  | 23 matchs / 10 buts | -                 | -                | -                 |
| 2002-2003       | Hajduk Split    | Croatie   | 4 matchs / 1 but    | 1 match / 1 but   | -                | -                 |
| 2003-janv. 2004 | Hajduk Split    | Croatie   | 3 matchs            | 1 match / 1 but   | -                | -                 |
| janv. 2004-2004 | Inter Zaprešić  | Croatie   | 10 matchs / 3 buts  | -                 | -                | 1 match           |
| 2004-2005       | Dynamo Dresde   | Allemagne | 31 matchs / 17 buts | 1 match / 1 but   | -                | 3 matchs          |
| 2005-2006       | MSV Duisbourg   | Allemagne | 22 matchs / 6 buts  | 1 match / 1 but   | -                | 5 matchs / 1 but  |
| 2006-2007       | MSV Duisbourg   | Allemagne | 29 matchs / 12 buts | 2 matchs / 1 but  | -                | 9 matchs / 2 buts |
| 2007-2008       | MSV Duisbourg   | Allemagne | 18 matchs / 2 buts  | 2 matchs / 0 but  | -                | 7 matchs / 3 buts |
| 2008            | Omiya Ardija    | Japon     | 18 matchs / 5 buts  | 2 matchs / 1 but  | -                | -                 |
| 2009            | Omiya Ardija    | Japon     | 3 matchs / 0 but    | -                 | -                | -                 |
| 2009-2010       | Sturm Graz      | Autriche  | 26 matchs / 8 buts  | 5 matchs / 4 buts | 5 matchs / 0 but | -                 |
| 2011            | FC Saint-Gall   | Suisse    | 13 matchs / 1 but   | -                 | -                | -                 |
| 2011-2012       | Karlsruher SC   | Allemagne | 33 matchs / 6 buts  | 2 matchs / 0 but  | -                | -                 |
| 2012-2013       | Sans club       | -         | -                   | -                 | -                | -                 |
| 2013-2014       | Kapfenberger SV | Autriche  | 3 matchs / 0 but    | -                 | -                | -                 |

## Palmarès
Hajduk Split
- Champion de Croatie en 2004.
- Vainqueur de la Coupe de Croatie en 2003.

 Sturm Graz
- Vainqueur de la Coupe d'Autriche en 2010.